# Steyr (rio)

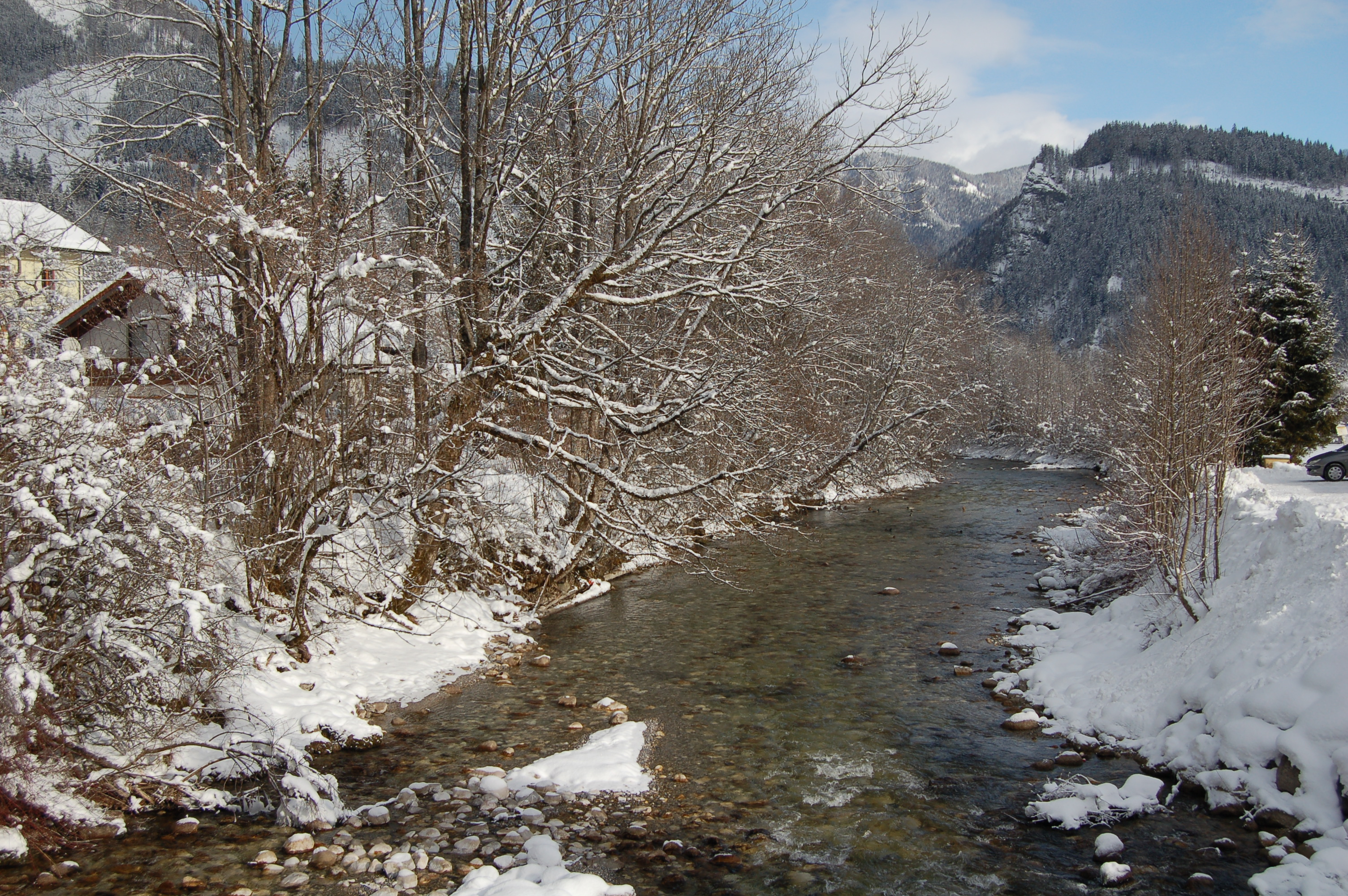
Rio Steyr, na Áustria

O rio Steyr (alemão: [ˈʃtaɪɐ] (escutarⓘ)) é um afluente do rio Enns e está localizado em Steyr, na Alta Áustria. Tem uma extensão de aproximadamente 68 quilômetros. É conhecido por suas belas paisagens e é popular para atividades como canoagem, pesca e caminhadas.

## Afluentes
- Krumme Steyr
- TeichlTeichl
- Krumme Steyrling